# 跳鮻
跳鮻為輻鰭魚綱鯔形目鯔科的其中一種，分布於東大西洋區，包括地中海、黑海、亞速海、法國至摩洛哥等海域，棲息在沿岸海域、河口、潟湖，以藻類、有機碎屑、浮游生物為食，體長可達40公分，可做為食用魚及觀賞魚。

## 擴展閱讀
維基物種上的相關：跳鮻